# Odontura
Odontura ist eine Heuschrecken-Gattung aus der Unterfamilie der Sichelschrecken (Phaneropterinae).

## Merkmale
Bei Männchen und Weibchen ist das Pronotum kurz bis gestreckt und der Sulcus befindet sich hinter der Mitte. Die Arten sind micropter. Die Elytra sind maximal an ihrer Basis bedeckt und Cu2 ist immer frei. Bei Männchen ist die Subgenitalplatte in situ ebenso lang wie die Cerci oder länger, bei den Weibchen ist sie dagegen dreieckig verrundet. Die Cerci der Männchen sind gerade bis leicht gebogen, die der Weibchen sind schlank bis stumpfkegelig. Der Ovipositor ist leicht gebogen sowie gestreckt. Die Vordertibien sind doppelt so lang wie das Pronotum.

## Vorkommen
Das Verbreitungsgebiet der Gattung umfasst die Iberische Halbinsel, Sizilien und Nordafrika.

## Systematik
Die Gattung umfasst folgende 18 Arten:
- Untergattung Odontura Rambur, 1838
  - Odontura algerica Brunner von Wattenwyl, 1878
  - Odontura arcuata Messina, 1981
  - Odontura borrei Bolívar, 1878
  - Odontura brevis Werner, 1932
  - Odontura calaritana Costa, 1883
  - Odontura festai Baccetti, 1991
  - Odontura glabricauda (Charpentier, 1825)
  - Odontura liouvillei Werner, 1929
  - Odontura maroccana Bolívar, 1908
  - Odontura microptera Chopard, 1943
  - Odontura moghrebica Morales-Agacino, 1950
  - Odontura pulchra Bolívar, 1914
  - Odontura quadridentata Krauss, 1893
  - Odontura stenoxypha (Fieber, 1853)
  - Odontura trilineata (Haan, 1842)
  - Odontura uvarovi Werner, 1929
- Untergattung Odonturella Bolívar, 1900
  - Odontura aspericauda Rambur, 1838
  - Odontura macphersoni Morales-Agacino, 1943

## Belege